# دادي
دادي  قرية سوريّة تتبع إداريّاً لمحافظة حلب منطقة عين العرب ناحية مركز شيوخ تحتاني، بلغ تعداد سكانها 1,150 نسمة حسب التعداد السكاني لعام 2004.